# Cmentarz żydowski w Starachowicach
Cmentarz żydowski w Starachowicach – kirkut mieści się w dzielnicy Wierzbnik przy ul. Bieszczadzkiej, na Osiedlu Trzech Krzyży. Powstał w 1891. W czasie II wojny światowej hitlerowcy zdewastowali nekropolię. Zachowało się na nim około 400 macew z inskrypcjami w językach hebrajskim i jidysz. Teren kirkutu jest ogrodzony. Najstarsze zachowane nagrobki pochodzą z 1872 i 1890. Cmentarz ma powierzchnię 0,4 ha.

## Przypisy

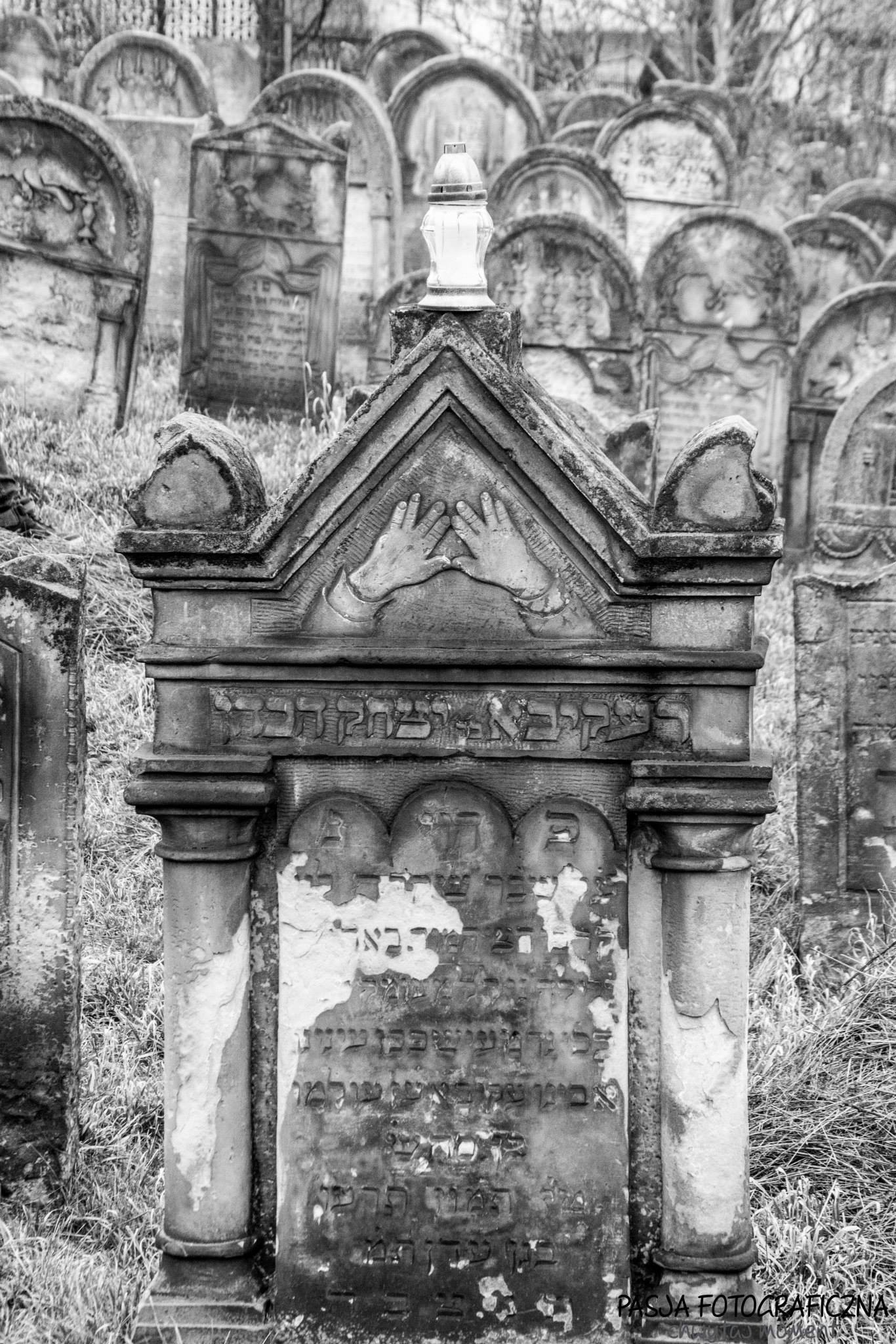
Cmentarz żydowski w Starachowicach kon. XIX w.

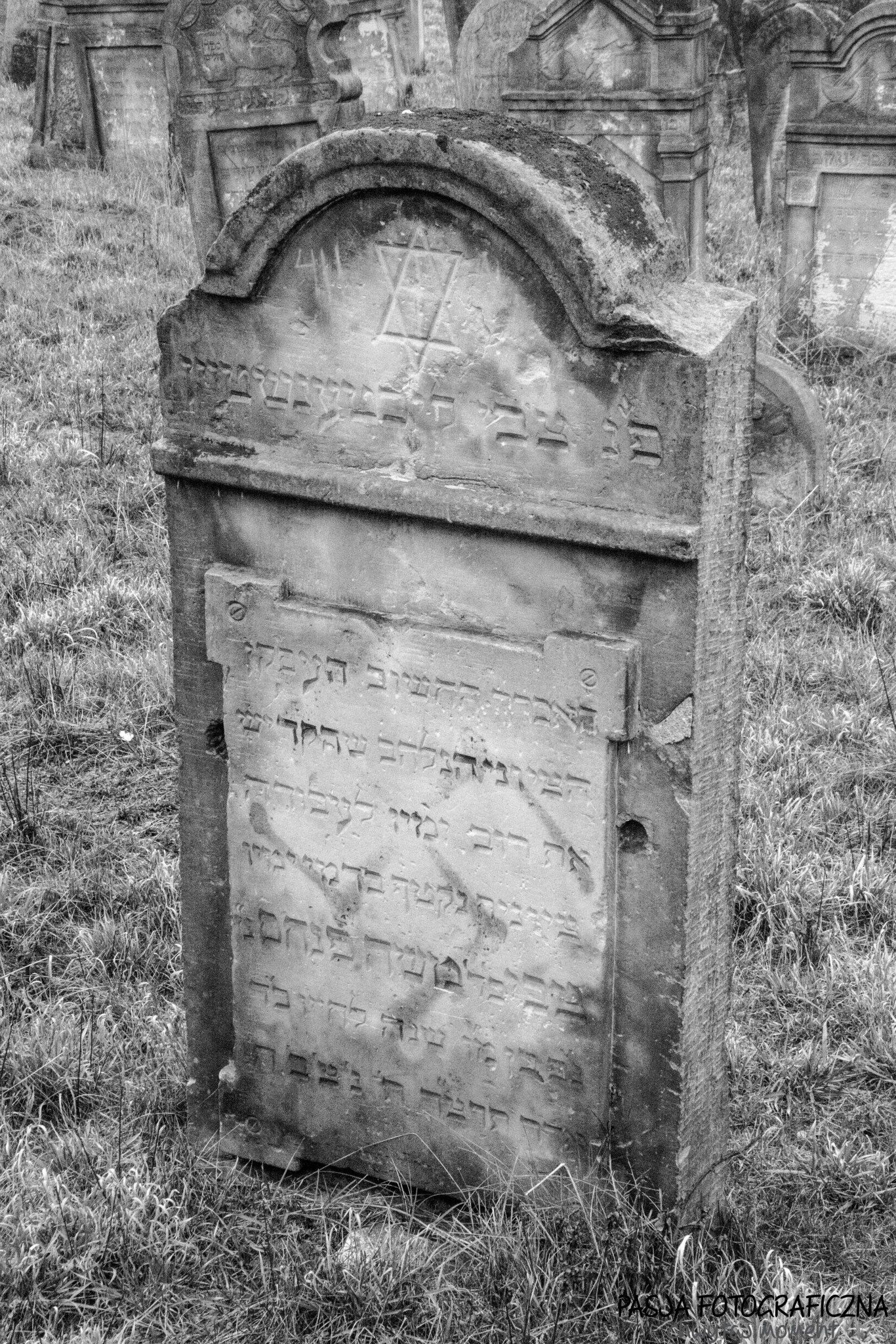
Cmentarz żydowski w Starachowicach kon. XIX w.

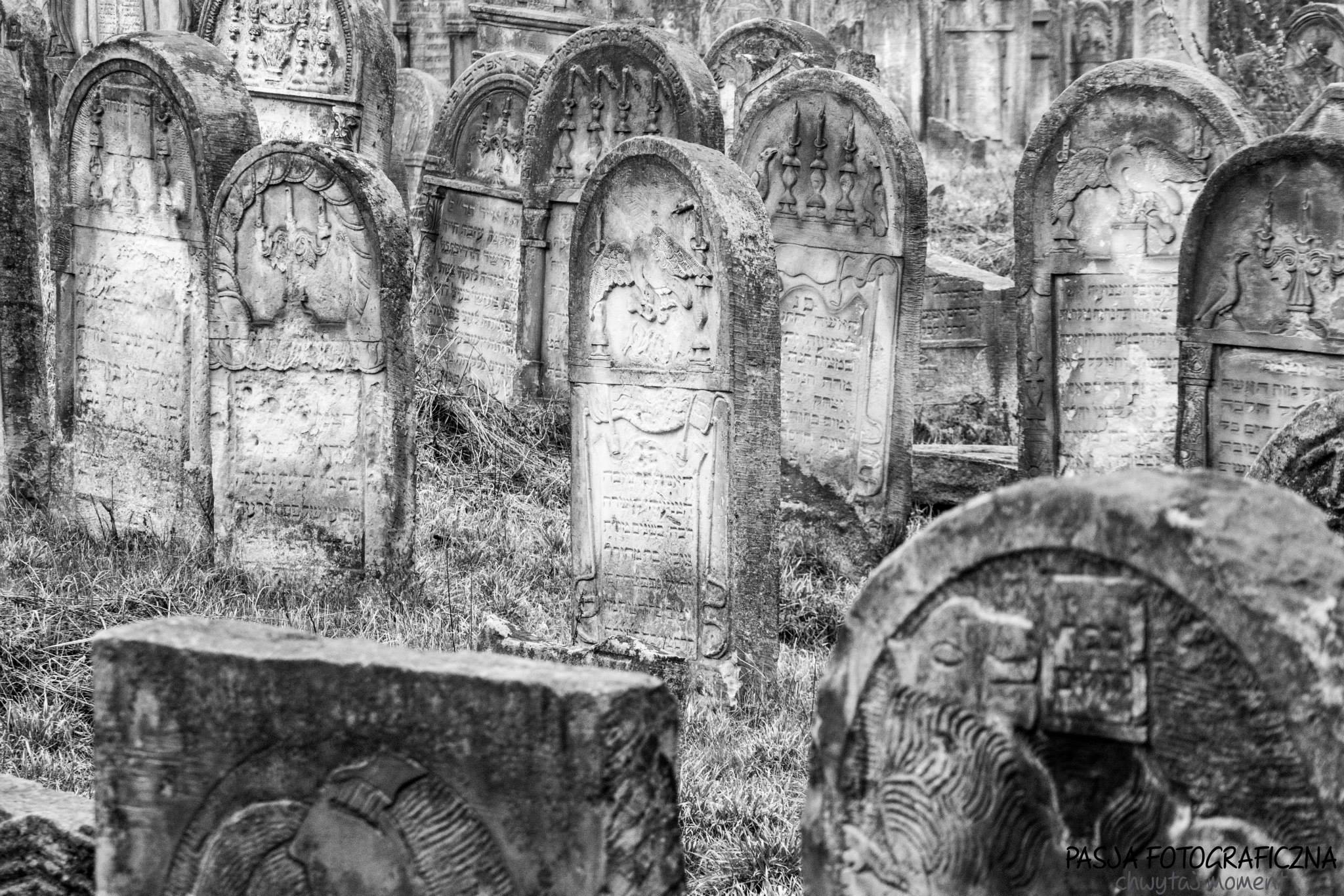
Cmentarz żydowski w Starachowicach kon. XIX w.

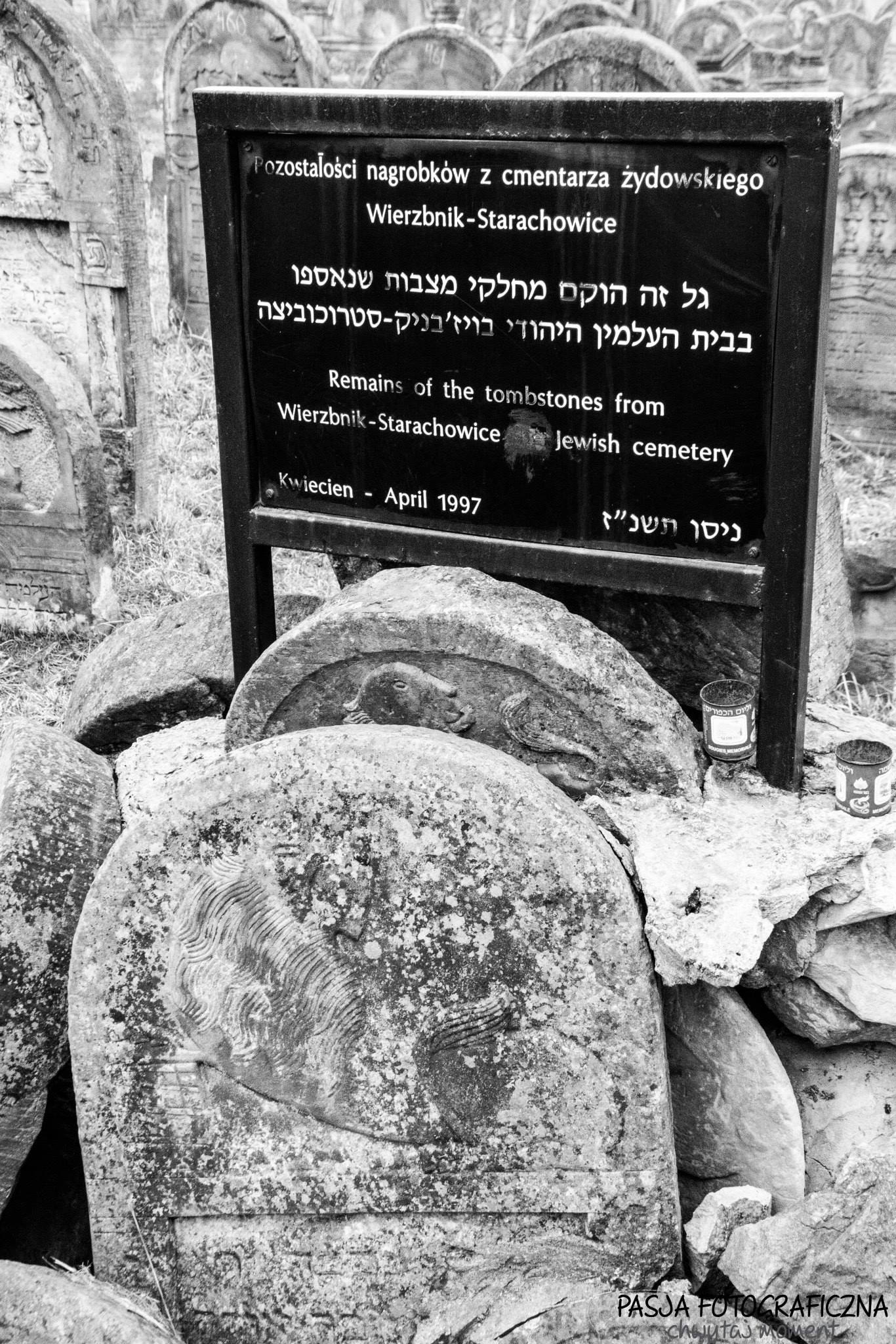
Cmentarz żydowski w Starachowicach kon. XIX w.